# RHYTHM AND POLICE ORIGINAL SOUND TRACK F.F.S.S.
『RHYTHM AND POLICE ORIGINAL SOUND TRACK F.F.S.S.』（リズム アンド ポリス オリジナル サウンド トラック エフエフエスエス）は、1997年に放送されたTVドラマ『踊る大捜査線』のサウンドトラック第1作である。1997年2月26日に発売された。

## 概要
それまでのサウンドトラックといえば、ドラマのために制作した音源をそのままCD化するのが一般的だったが、『踊る大捜査線』のサウンドトラックはCD収録のために再レコーディングを行っている。テーマはダンスミュージック。また本編中の音楽とは別に、CD用に制作された音源も収録されている。CDのタイトルも『RHYTHM AND POLICE』と『踊る大捜査線』の名前がない上、ジャケットもドラマのスチル写真やタイトルロゴも一切使われていない。

## 収録曲
1. The Intro
  - 作曲:松本晃彦、編曲:松本晃彦
2. Rhythm And Police
  - 作曲:松本晃彦、編曲:松本晃彦
3. C.X.
  - 作曲:松本晃彦、編曲:松本晃彦
4. Ding Dong
  - 作曲:松本晃彦、編曲:松本晃彦
5. Life
  - 作曲:松本晃彦、編曲:松本晃彦
6. Love Somebody(Jungle Version) 
  - 作曲:GARDEN、編曲:松本晃彦
7. G-Groove
  - 作曲:松本晃彦、編曲:松本晃彦
8. Moon Light
  - 作曲:松本晃彦、編曲:松本晃彦
9. Search Out
  - 作曲:松本晃彦、編曲:松本晃彦
10. Storker
  - 作曲:松本晃彦、編曲:松本晃彦
11. Red
  - 作曲:松本晃彦、編曲:松本晃彦
12. OTOBOKE
  - 作曲:松本晃彦、編曲:松本晃彦
13. Give Me A Baby
  - 作曲:松本晃彦、編曲:松本晃彦
14. Love Somebody(Sweet Love Version)
  - 作曲:GARDEN、編曲:松本晃彦
15. The Outro
  - 作曲:松本晃彦、編曲:松本晃彦